# Рихард Демел
Рихард Демел (на немски: Richard Dehmel) е най-видният представител на германския литературен символизъм – поет, драматург и романист.

## Биография
Рихард Демел е роден в Хермсдорф, Бранденбург в семейството на лесничей. Следва естествени науки, икономика, социология и философия, а също теология в Берлин и Лайпциг. Дълго време работи като чиновник в застрахователна компания и едва тридесет и две годишен се отдава изцяло на литературата. Пътува из Италия, Гърция, Швейцария, Холандия и Англия, приятелство го свързва с Детлев фон Лилиенкрон, Аугуст Стриндберг и Станислав Пшибишевски. В Първата световна война петдесет и една годишният поет участва като доброволец и е награден с кръст за храброст.

## Творчество
Сред произведенията на Рихард Демел се открояват стихосбирките „Избавления“ (1891), „Но любовта“ (1893) и „Жената и светът“  (1896), като последната предизвиква шумен скандал заради „накърняване на религиозните и нравствените чувства“. Чрез тези творби Демел се стреми да надмогне традицията на немския реализъм и натурализъм. Силно повлиян от философията на Фридрих Ницше, той изпълва поезията си с „чиста символика“, с пантеистична еротика и „варварски“ копнеж по една отвъдна реалност, белязана от „битката между Бог и Звяр“. Това особено проличава в последната му стихосбирка „Красив див свят“ (1913).

## Влияние
Творчеството на Рихард Демел, излъчващо езикова мощ, упражнява силно влияние не само върху съвременната му немска литература, но и върху поколението на експресионистите, най-вече върху ранната поезия на Йоханес Р. Бехер. Стихотворения на Демел са преведени на български от Пенчо Славейков, който казва за него: „Той беше гений, изразител на модерната душа...“ През годините преди Първата световна война Гео Милев изготвя в Лайпциг дисертация на тема „Лириката на Рихард Демел с оглед на новата поезия“, като го счита за „най-великия гений на немското словесно творчество“ и превежда негови стихове, които включва в своята „Антология на жълтата роза“ (1922).
По текстове на Демел пишат свои произведения композиторите Рихард Щраус, Макс Регер, Арнолд Шьонберг и Курт Вайл. Прочутият струнен секстет „Просветлена нощ“ оп. 4 (1899) на Шьонберг е създаден по едноименното стихотворение на Рихард Демел от книгата му „Жената и светът“ с основна тема противоречието между „любов и сексуалност“.
Мълчи полето.

В леса, в житата

Расте тъмата.

Ти сякаш чуваш:

Струи мъглата.

Слухтиш – и ето:

Ти сякаш плуваш,

Кърниш морето

На тишината.

1893 